# Pronaos

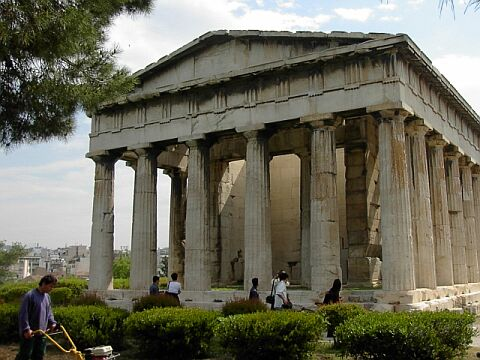
La fachada y el pronaos del Hefestión (en griego Ηφαιστείον) o templo de Hefesto en Atenas.

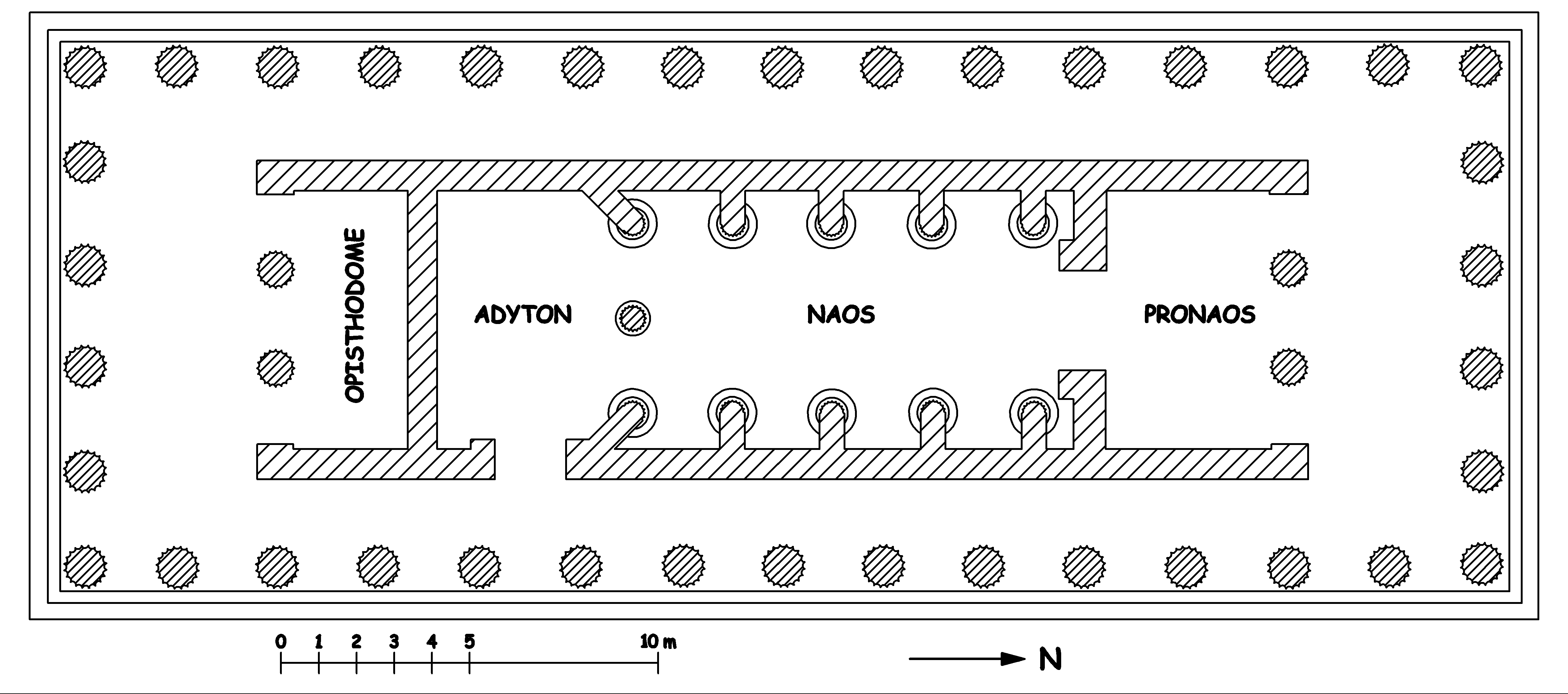
Plano del templo de Apolo Epicurio en Figalia (Basas), diseñado con pronaos, naos, ádyton y opistodomos.

El pronaos (griego antiguo ὁ πρόναος ho prónaos «delante del naos») El término deriva del latín pronàon, a su vez derivado del griego Πρòναος, cuyo significado literal es "puesto delante (pro) del templo (naós)". Es decir, es el espacio arquitectónico situado delante del naos o la cella del templo, elemento típico de los templos griegos y romanos. Configura el vestíbulo o la entrada de este. Posee normalmente la misma anchura que el naos y se prolonga en el mismo eje.
En el templo griego característico, el pronaos estaba formado por la prolongación de los muros laterales de la cella, terminando en pilastras, ante las cuales surgían dos columnas, mientras que en otros casos formaba un atrio de ingreso con columnas, de número par en la fachada, con un frontón sobrepuesto y, por lo menos, dos columnas laterales. El espacio interno podía ser dividido con la inserción de otras columnas, colocadas en línea con las externas y/o con los muros laterales de la cella. 
En el templo romano el pronaos es originariamente muy profundo, como derivación de la arquitectura etrusca. Además, el templo se encuentra elevado sobre un alto podio, al que se accede mediante una escalinata frontal, o con escaleras laterales opuestas. El pronaos es normalmente la fachada del templo, tendiendo a asumir una mayor importancia en la configuración del edificio.
Posee habitualmente la misma anchura que el naos, prolongándolo, siguiendo el mismo eje. En la arquitectura romana existieron también templos con celda oblonga, en los que el pronaos, de forma clásica, ocupa solo una parte de la longitud del edificio (Templo de la Concordia en el Foro Romano). En coherencia con el desarrollo de la arquitectura romana, que utiliza las formas tradicionales con objetivo sobre todo decorativo y formal, en el Panteón de Agripa, el tradicional pronao con columnas y frontón fue adosado a una celda redonda de mayor amplitud.
Por extensión, el pronaos define la parte anterior de cualquier edificio, incluso moderno, que tenga forma similar a la de un templo, con fachada columnada y frontón.